# Heinrich Ancker (Offizier)
Heinrich Ancker (* 7. Oktober 1886 in Memel; † 15. Mai 1960 in Hamburg) war ein deutscher Marineoffizier, zuletzt Vizeadmiral im Zweiten Weltkrieg.

## Leben
Ancker trat am 1. April 1906 als Seekadett in die Kaiserliche Marine ein, absolvierte seine Schiffsausbildung auf der Kreuzerfregatte Stein und kam anschließend an die Marineschule. Nach Abschluss der Ausbildung wurde er am 1. Oktober 1908 auf das Linienschiff Mecklenburg versetzt und hier am 30. September 1909 zum Leutnant zur See befördert. Vom 15. September 1910 bis 30. September 1912 kam er als Kompanieoffizier zur II. Torpedo-Division und in diesem Zeitraum wurde er auch zeitweise mehrfach als Wachoffizier auf dem Torpedoboot G 175 eingesetzt. Anschließend stellte man den Oberleutnant zur See (seit 19. September 1912) kurzzeitig zur Disposition und versetzte ihn zum Ostasiengeschwader. Dort versah er zunächst Dienst auf dem Flusskanonenboot Vaterland. Anschließend kam er als Wachoffizier auf den Großen Kreuzer Gneisenau.
Sein Schiff wurde kurz nach Beginn des Ersten Weltkriegs während der Seeschlacht bei den Falklandinseln am 8. Dezember 1914 versenkt. Ancker zählte zu den 187 geretteten deutschen Seeleuten und er befand sich ab diesem Zeitpunkt in britischer Kriegsgefangenschaft. Nach seiner Freilassung am 1. September 1917 und der Rückkehr nach Deutschland wurde er am 17. September zunächst der II. Marine-Division zugeteilt. Dort erfolgte zwei Tage später seine Beförderung zum Kapitänleutnant und Ancker wurde dann bis über das Kriegsende hinaus als Adjutant im Personalamt der Marinestation der Nordsee verwendet. In dieser Funktion erfolgte seine Übernahme in die Reichsmarine.

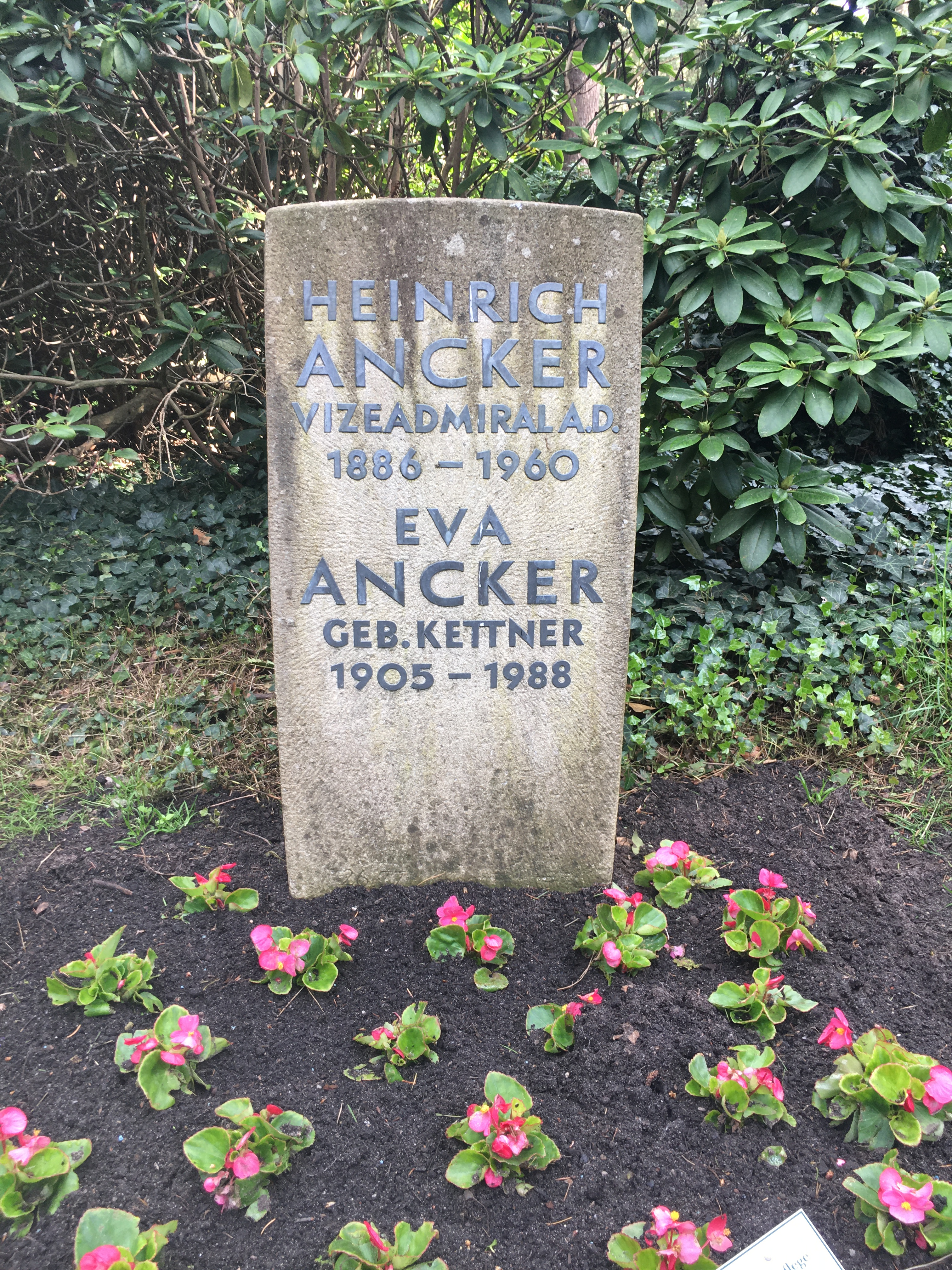
Grabstätte auf dem Friedhof Ohlsdorf

Vom 1. Oktober 1921 kam er dann für zwei Jahre als Navigationsoffizier auf den Kleinen Kreuzer Hamburg und im Anschluss bis zum 16. Februar 1925 als Kompanieführer zur V. Marineartillerieabteilung nach Pillau. Von dort versetzte man Ancker als Ersten Offizier an Bord des Kleinen Kreuzers Nymphe und beförderte ihn am 1. Mai 1925 zum Korvettenkapitän. Vom 28. September 1927 bis 29. September 1930 fungierte Ancker als Kommandeur der VI. Marineartillerieabteilung in Emden. Unter gleichzeitiger Beförderung zum Fregattenkapitän übernahm er am 1. Oktober 1930 die II. Abteilung der Schiffsstammdivision der Ostsee. Am 1. Oktober 1932 wurde Ancker Kapitän zur See, kurze Zeit darauf für drei Monate zur Disposition gestellt und am 1. Januar 1933 zum Kommandanten von Wilhelmshaven ernannt. Ancker erhielt dann am 27. September 1934 für zwei Jahre das Kommando über das Linienschiff Schlesien. Anschließend war er vom 26. September 1936 bis 29. November 1937 Kommandeur des Marinearsenals Kiel und in dieser Funktion wurde er am 1. Oktober 1936 zum Konteradmiral befördert. Am 30. November 1937 kam Ancker als Inspekteur zur Wirtschaftsinspektion X der Wehrwirtschaftlichen Abteilung (W Wi) des Wehrmachtamtes (WA) nach Hamburg. Hier verblieb er auch über den Beginn des Zweiten Weltkriegs hinaus und wurde am 1. November 1940 zum Vizeadmiral befördert. Zeitweise verantwortete er in diesem Amt auch den Posten des Inspekteurs der Wehrwirtschaftsinspektion Nord. Am 31. August 1942 erfolgte seine Verabschiedung aus der Marine unter gleichzeitiger zur Verfügungstellung des Oberbefehlshabers der Kriegsmarine. Ancker wurde am 1. September 1942 zum Reichskommissar beim Seeamt Hamburg ernannt und war dort bis 20. Februar 1945 tätig.
Nach dem Krieg kehrte Ancker am 1. Februar 1948 als Bundesbeauftragter beim Seeamt Hamburg an seine alte Wirkungsstätte zurück und verblieb hier bis zu seiner Pensionierung am 31. August 1957. Er wurde auf dem Friedhof Ohlsdorf beigesetzt, die Grabstätte liegt im Planquadrat T 26.

## Auszeichnungen
- Eisernes Kreuz (1914) II. und I. Klasse[1]
- Marineverwundetenabzeichen in Schwarz[1]
- Preußische Rettungsmedaille am Band[1]
- Kolonialabzeichen[1]